# 相对渗透率
在多孔介质中的多相流中，相的相对渗透率（Relative permeability）是该相的有效渗透率的无量纲测量，是该相的有效渗透率与绝对渗透率的比值， 它可以被视为多相流问题中对达西定律的一种修改。
对于在稳态条件下的多孔介质中的两相流，有以下式子
{\displaystyle v_{i}=-{\frac {k_{i}}{\mu _{i}}}\nabla P_{i}}
其中{\displaystyle i=1,2}，{\displaystyle v_{i}}为流速，{\displaystyle \nabla P_{i}}为压力梯度，{\displaystyle \mu _{i}}为动力粘度，下标{\displaystyle i}表示第{\displaystyle i}相。{\displaystyle k_{i}}为第{\displaystyle i}相的有效渗透率。
第{\displaystyle i}相的相对渗透率{\displaystyle k_{ri}}表示为
{\displaystyle k_{ri}={\frac {k_{i}}{k}}}
其中{\displaystyle k}为单相流中多孔介质的渗透率，也称为绝对渗透率。
相对渗透率的取值范围在0到1之间。
在应用中，相对渗透率常常表示成含水饱和度的函数。然而由于毛管滞后现象的存在，相对渗透率的计算常常采用排驱过程和吸吮过程中得到的方程或者曲线。
在多相流问题中，一相的流动会受到其他相的阻碍，因此各相的相对渗透率之和小于1.然而，因为Darcean方法忽略了来自相之间的动量传递的粘性耦合效应，得出了大于1的表观相对渗透率（见如下的假设部分），这种耦合可以提高流速而不是阻碍流速。当气相作为泡状或者斑状（不连续的）在稠油油藏中流动时，就可以观察到这种现象。

## 假设
1. 以上式中的达西定律被称为扩展的达西定律，适用于水平、一维、各向同性和等温的多孔介质中的不可压缩多相流。
2. 由于流体间的作用力被忽略不计，所以相对渗透率的概念只假设了固体多孔介质骨架和通过其流体之间的作用，认为液-液界面在稳态流中保持相对静止，这种假设其实是不正确、不严谨的，但是这种近似却是一种有效的计算方式。
3. 每相的饱和度必须大于束缚饱和度才能开始流动。在多孔介质中每相都是连续的。

## 计算
基于实验数据，构建了相对渗透率与含水饱和度的函数关系。

### Corey方法
Corey方法中相对渗透率与含水饱和度{\displaystyle S_{w}}之间存在幂运算。 把束缚水饱和度定义为{\displaystyle S_{wi}}，水驱后的残余油饱和度定义为{\displaystyle S_{orw}}（此处是油相饱和度或称为含油饱和度），我们可以定义一个归一化的含水饱和度
{\displaystyle S_{wn}=S_{wn}(S_{w})={\frac {S_{w}-S_{wi}}{1-S_{wi}-S_{orw}}}}

含水饱和度值的归一化

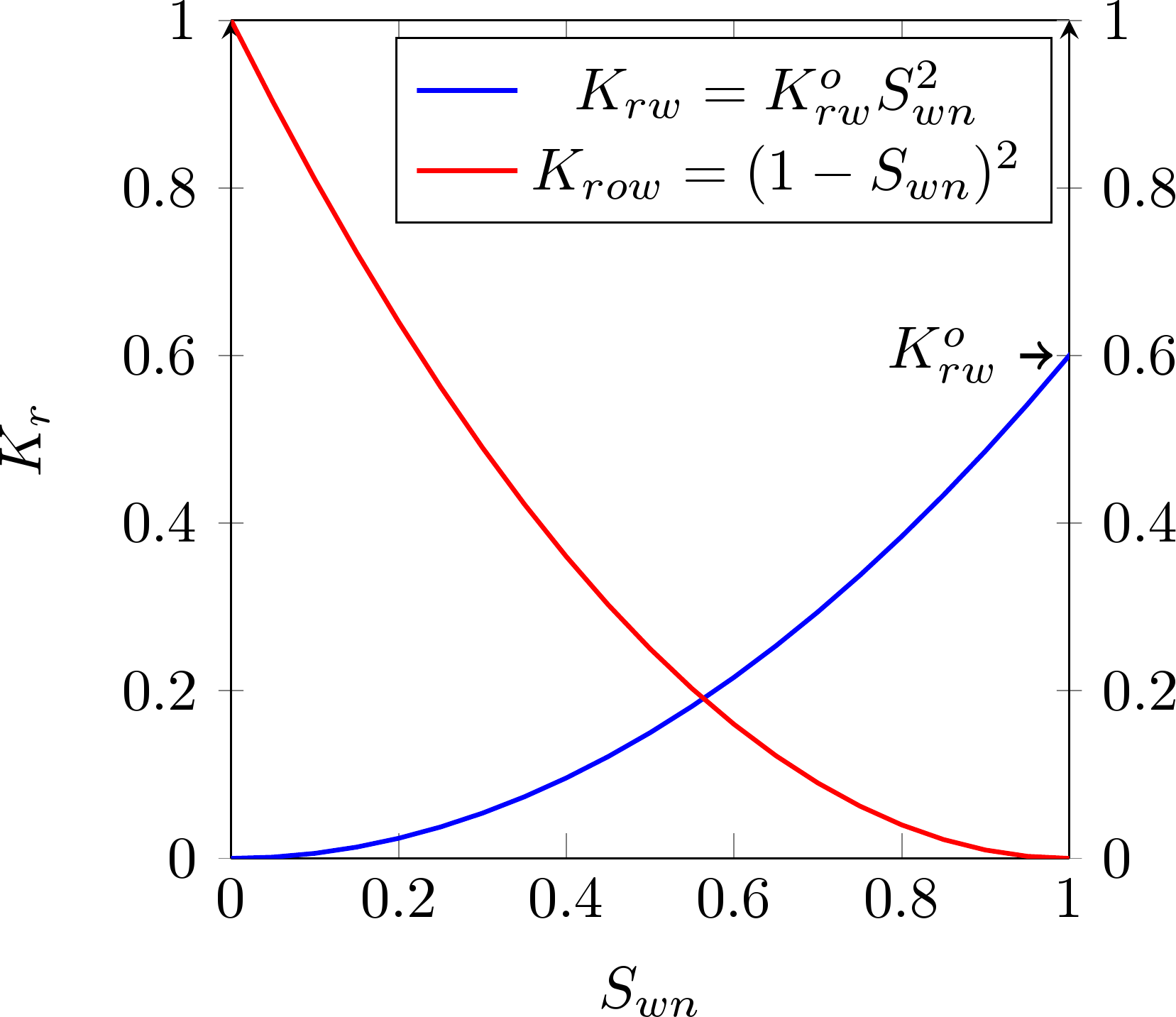
在已归一化的 情况下使用Corey方法计算, 此处 = 。

当油和束缚水同时存在时，使用Corey方法计算的油相和水相的相对渗透率分别表示为
{\displaystyle K_{row}(S_{w})=(1-S_{wn})^{N_{o}}}
{\displaystyle K_{rw}(S_{w})=K_{rw}^{o}S_{wn}^{N_{w}}}
通过以上计算可以得到一些特殊点的值
{\displaystyle K_{row}(S_{wi})=1}
{\displaystyle K_{row}(1-S_{orw})=0}
{\displaystyle K_{rw}(S_{wi})=0}
{\displaystyle K_{rw}(1-S_{orw})=K_{rw}^{o}}
上式中的经验参数{\displaystyle N_{o}}和{\displaystyle N_{w}}可以通过对测量数据的分析解释或者数值模拟器对实验的历史拟合而得到。一般地，{\displaystyle N_{o}=N_{w}=2}。{\displaystyle K_{rw}^{o}}为水相相对渗透率的端点值，也可以通过计算{\displaystyle N_{o}}和{\displaystyle N_{w}}得到。
Corey方法在气-水两相流或者气-油两相流中的运用与上述油-水两相流的计算类似。
1. ↑  M.C. Bravo, M. Araujo / International Journal of Multiphase Flow 34 (2008) 447–460
2. ↑  
R.H. Brooks and A.T. Corey. . Hydrological Papers (Colorado State University). 1964, 3.
3. ↑  
A.T. Corey. . Prod. Monthly. Nov 1954, 19 (1): 38–41.